# Vranovice (okres Brno-venkov)
Vranovice (německy Branowitz) jsou obec v okrese Brno-venkov v Jihomoravském kraji. Rozkládají se v Dyjsko-svrateckém úvalu, v katastrálním území Vranovice nad Svratkou, 30 km jižně od Brna, na železniční trati Břeclav–Brno. Žije zde přibližně 2 400 obyvatel.
Jedná se o vinařskou obec v Mikulovské vinařské podoblasti (viniční tratě Vinohrádky, Podsedky, Žlebské, Kopečky).

## Historie
V obci byly nalezeny poháry z doby bronzové, několik bronzových mincí císaře Trajána, protože v blízkosti obce byl pěchotní tábor římských legií. V rámci intravilánu obce bylo nalezeno také staré slovanské pohřebiště z doby hradištní, takže je zřejmé, že osídlení zde muselo být staršího data, v blízkosti obce navíc leží i další slovanské hradiště – při železniční trati směrem k Přibicím.
První písemná zmínka o obci pochází z roku 1257. Dřívější název obce zněl Prennwiz nebo Brannowitz. Oficiální název Vranovice obec získala až ve 20. století. V okolí obce se nalézaly další starší osady – Teplany (někdy uváděné i Topolany), kde byly nalezeny unikátní vápenité pece, Želice v blízkosti Přísnostic, dále Závistice, tyto obce zanikly ve středověku. Obec Teplany byla zničena v souvislosti s válkou krále Jiřího z Poděbrad s králem Matyášem Uherským. Obec byla přifařena do Přibic, počátek historických zmínek je spojen s klášterem v Dolních Kounicích, dalšími majiteli obce byl Jiří Žabka z Limberka a nakonec i Ditrichštejnové, z jejichž znaku obec převzala do svého znaku dva vinařské nože. Obec s ohledem na svoji zeměpisnou polohu velmi trpěla nájezdy a průchody vojsk, ať už to byla válka třicetiletá nebo nájezdy kuruců, protože obec ležela na důležité křižovatce cest – především odbočky tzv. jantarové stezky a dále stezky, kterou se hnal dobytek z Uher směrem do Polska. 
Obec v 19. století spadala do soudního okresu Židlochovice a politického okresu Hustopeče, kde setrvala až do roku 1960, kdy se stala součástí okresu Břeclav, až v roce 2007 došlo ke změně na okres Brno-venkov, s ohledem na snahy pověřené obce Pohořelice.

## Samospráva
Do roku 2006 byl starostou obce Oldřich Vybíral, tehdy ho nahradil Jan Helikar, který funkci obhájil i po volbách v letech 2010, 2014 a 2018. V roce 2022 byla starostkou zvolena Šárka Novotná.

## Obyvatelstvo
| Rok            | 1869  | 1880  | 1890  | 1900  | 1910  | 1921  | 1930  | 1950  | 1961  | 1970  | 1980  | 1991  | 2001  | 2011  | 2021  |
| -------------- | ----- | ----- | ----- | ----- | ----- | ----- | ----- | ----- | ----- | ----- | ----- | ----- | ----- | ----- | ----- |
| Počet obyvatel | 1 028 | 1 259 | 1 435 | 1 554 | 1 592 | 1 774 | 1 908 | 1 888 | 2 020 | 1 913 | 1 907 | 1 879 | 1 925 | 2 047 | 2 486 |
| Počet domů     | 173   | 203   | 224   | 251   | 273   | 295   | 413   | 459   | 452   | 482   | 514   | 565   | 610   | 660   | 753   |

Vývoj počtu obyvatel

## Pamětihodnosti
- Kostel Navštívení Panny Marie
- Socha svatého Floriána na dřívějším náměstíčku obce, které tvořilo původní střed obce
- Novogotická kaple při silnici k Ivani
- Boží muka při železničním přejezdu na ulici Masarykova
- Boží muka na ulici školní
- Tesaný kamenný kříž v polní trati Teplany
- kostnice v hřbitovní zdi ze 17. století (má však půdorys středověkého karneru, proto může být i starší)

## Galerie

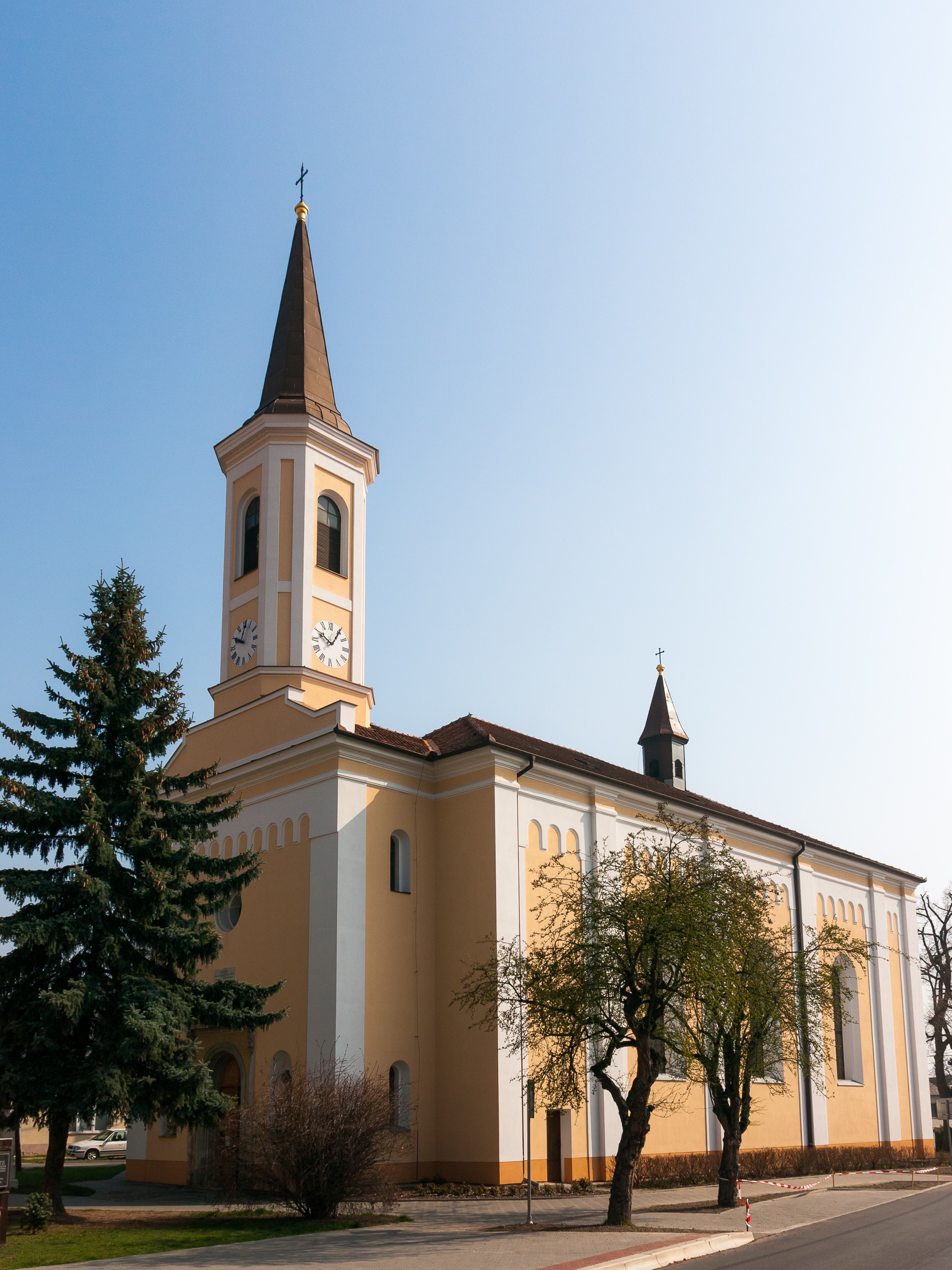
Kostel Navštívení Panny Marie
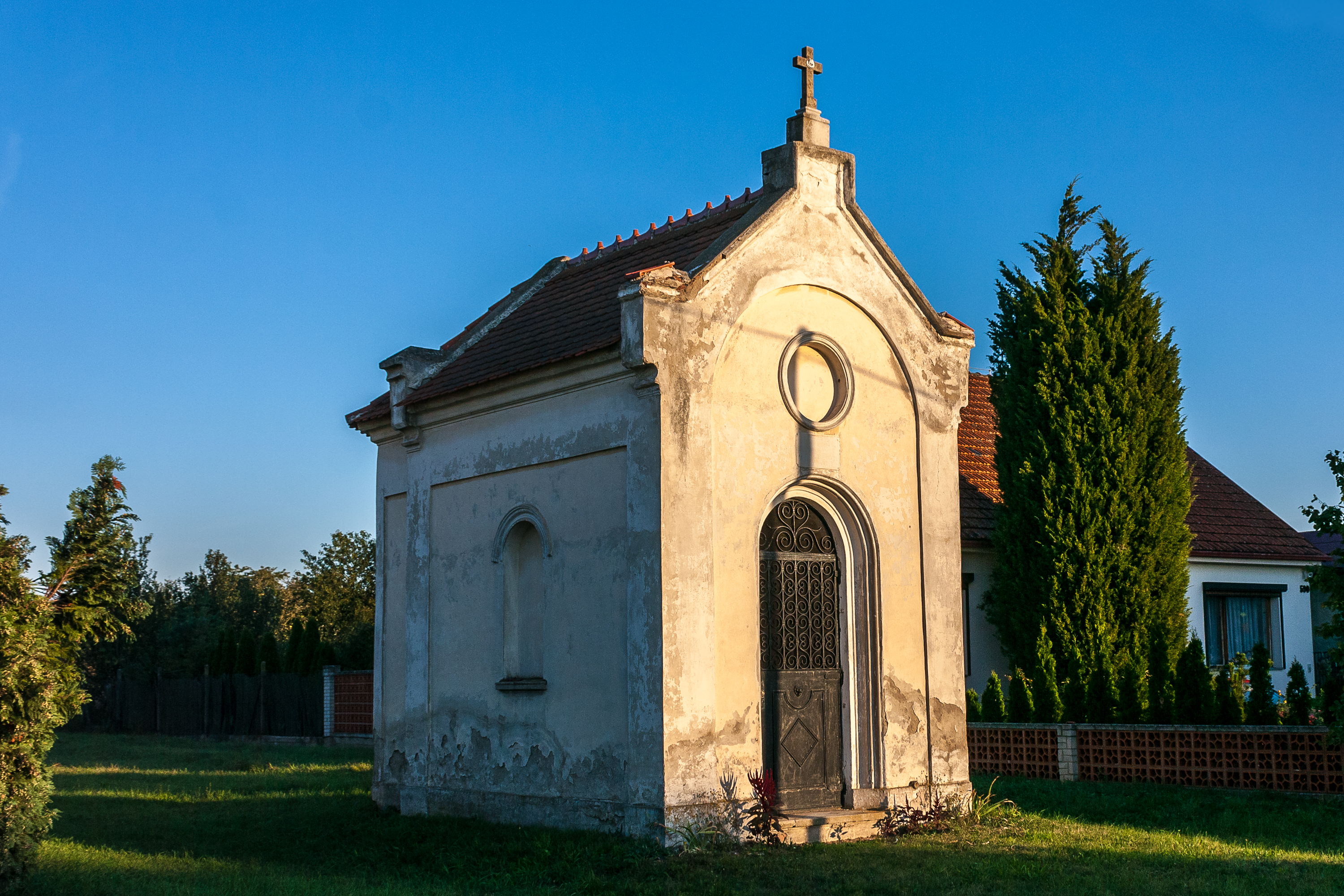
Novogotická kaple
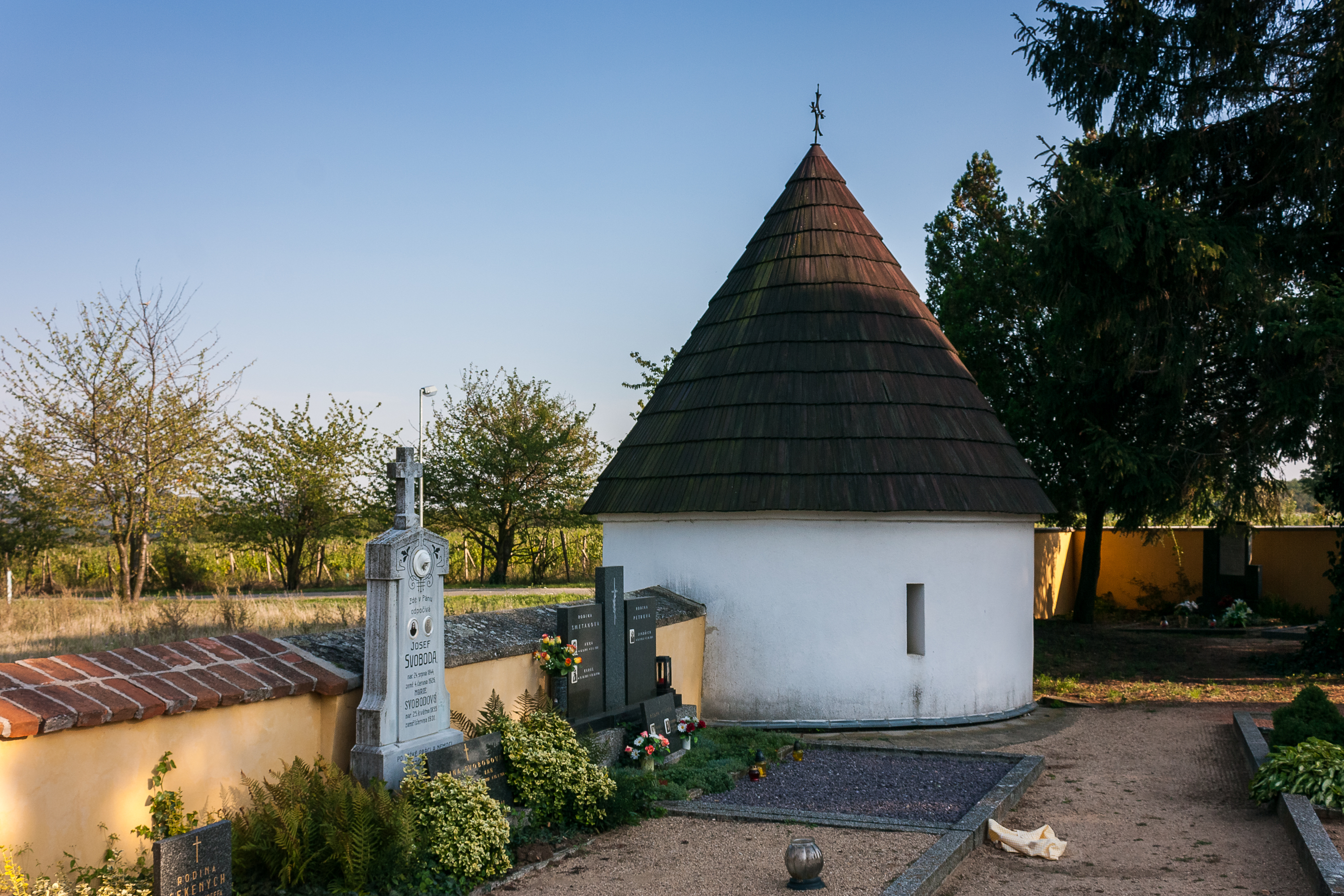
Kostnice
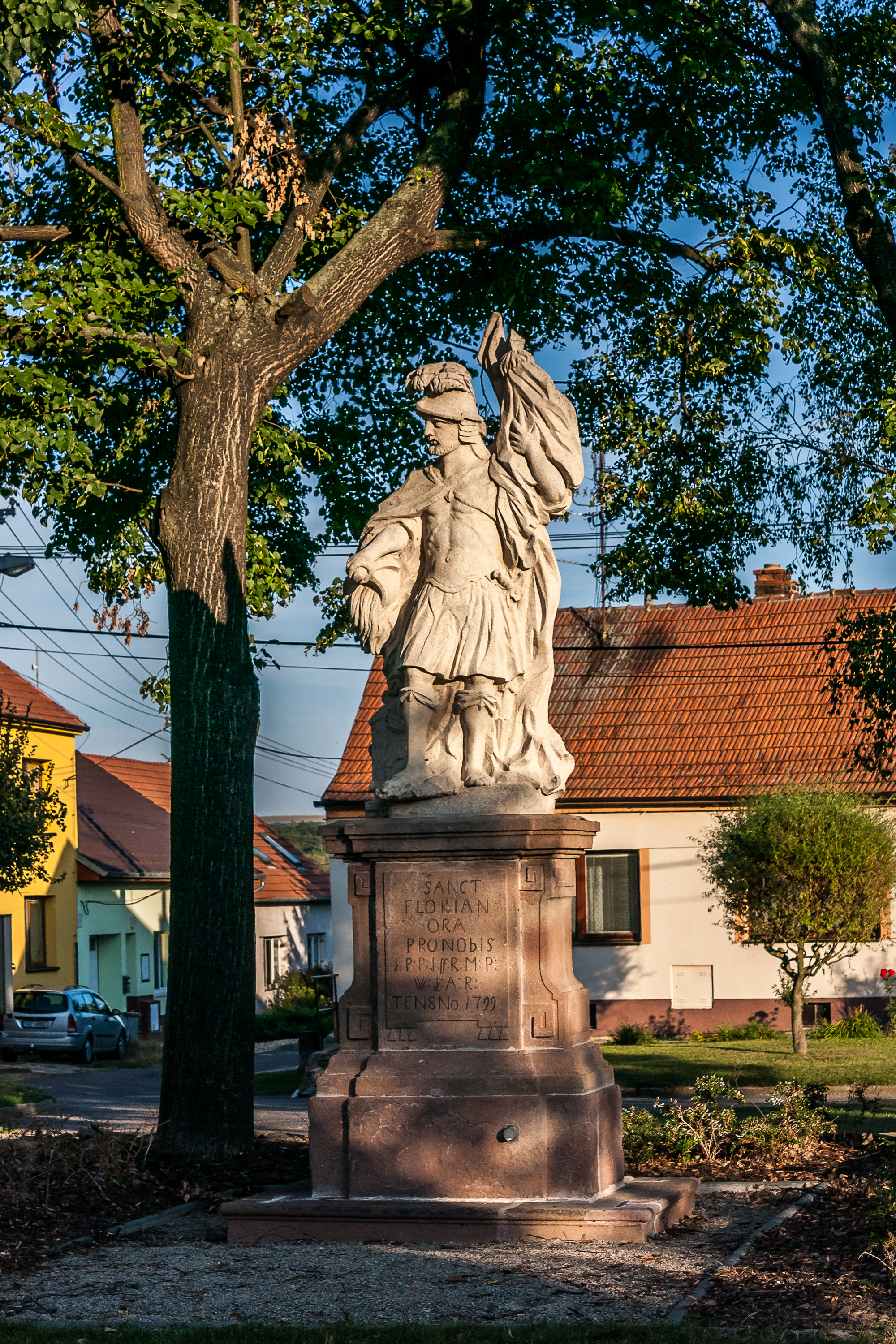
Socha sv. Floriána
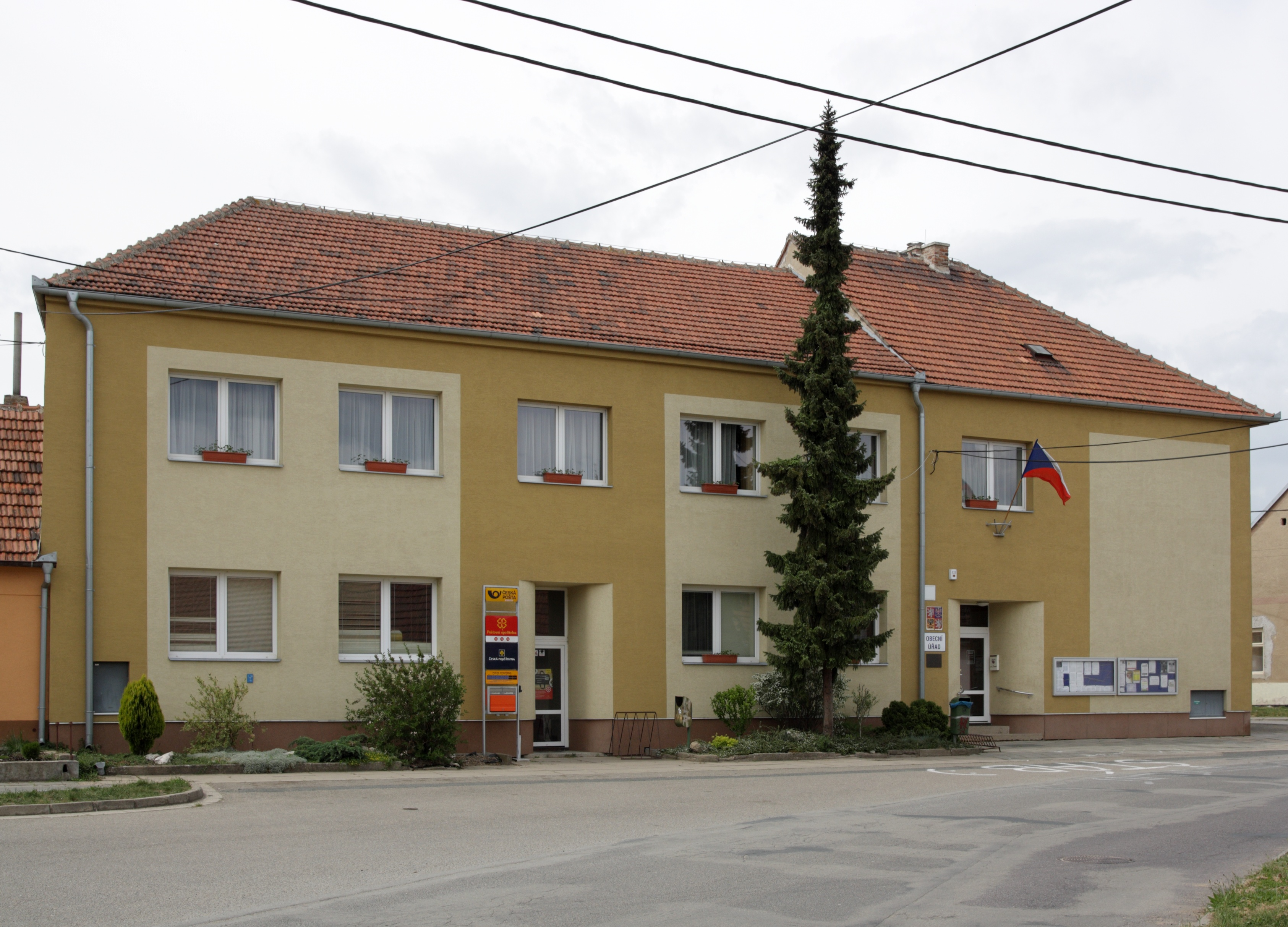
Pošta a obecní úřad